# Way Back Home: Live at New York City
Way Back Home: Live at New York City es el segundo álbum de Michelle Branch y Jessica Harper, más conocidos como The wreckers, aunque no es un álbum con canciones nuevas sino sobre su gira en Nueva York. Incluye un CD y un DVD. En el CD se encuentran la mayoría de las canciones de Stand Still, Look Pretty pero en directo, más algunas covers y la canción "Love me like that" de Michelle Branch. El DVD incluye el concierto, tanto audio como video, que dieron ambas cantantes en Nueva York. 
El álbum fue puesto en venta el 4 de diciembre de 2007 por el sello discográfico Warner Bros. Records.

## Lista de canciones
1. "The Good Kind" (Michelle Branch, Jessica Harp) – 4:16
2. "Love Me Like That" (Branch, John Shanks) – 4:27
3. "Way Back Home" (Branch, Harp) – 4:28
4. "Damn That Radio" (Gretchen Wilson, Jason Deere) – 3:32
5. "Crazy People" (Branch, Harp) – 3:56
6. "Cigarettes" (Harp) – 3:22
7. "My, Oh My" (Branch, Harp, Wayne Kirkpatrick, Josh Leo) – 3:44
8. "Different Truck, Same Loser" (James Timothy Nichols, Connie Ray Harrington) – 3:23
9. "Tennessee" (Harp) – 6:32
10. "Lay Me Down" (Branch, Harp, Greg Wells) – 5:31
11. "Leave The Pieces" (Billy Austin, Jennifer Hanson) – 5:40
12. "Stand Still, Look Pretty" (Branch, Harp) – 2:51
13. "Rain" (Branch) – 4:58

## Cronología de sus álbumes
Como The Wreckers:
- Stand Still, Look Pretty

- Datos: Q7975751